# Lytham St Annes
Lytham St Annes ist eine Stadt im Distrikt Fylde der Grafschaft Lancashire, England. Die ursprünglichen Zwillingsstädte von Lytham und St Annes wurden 1922 fusioniert und bilden seither ein Seebad, das manchmal als eine kleinere aber schönere Alternative zum nahegelegenen Blackpool angesehen wird. Die Einwohnerzahl beträgt 41.643 (Stand: 2001).

## Geschichte
St-Annes-on-Sea war eine im 19. Jahrhundert geplante Stadt. Die Stadt St. Annes war weitestgehend nach dem Plan eines Geschäftsmannes angelegt, welcher die wirtschaftlichen Vorteile des Tourismus früh erkannte. Sie hat viel von ihrem ursprünglichen Charakter bis heute behalten, hat aber weniger Stil als ihr Nachbar Lytham. Es ist ein traditionelles viktorianisches bzw. edwardianisches Seebad mit Hotels, einem Sandstrand einer kleinen Pier und etlichen Eisständen. Sanddünen umranden den Strand, und die Stadt hat ein exzellentes, aber wenig bekanntes, Sanddünen Naturreservat, internationale Meisterschaften im Sandyacht Rennen und eine sehr schöne Blumenausstellung. Lythams baumgesäumte Straßen sind von kleinen familiengeführten Läden umgeben. Dort gibt es einige hervorragende Spezialitätenläden. Lytham ist voll seines altmodischen Charmes.
Die Stadtgeschichte hat viele Verbindungen zur Seefahrt. Die Wirtschaft war ursprünglich auf das Fangen von Fischen und Garnelen gegründet. Später kamen dann wohlhabende Industrielle aus dem Osten des Landes.

## Verkehr
Der Blackpool Airport liegt ungeachtet seines Namens nicht auf dem Gebiet der Stadt Blackpool, sondern bereits auf dem Gebiet von Lytham St Annes.

## Nachbarorte
Ansdell ist ein kleiner Ort zwischen Lytham und St Annes. Er hat einen eigenen Bahnhof (zusammen mit Fairhaven), den „Ansdell Institute“ Club und eine kleine Bücherei. Er ist benannt nach dem einst ansässigen Kunstmaler Richard Ansdell (1815–1885), der ein umfangreiches Werk von Ölgemälden mit Tier und Jagdszenen hinterließ. Ansdell ist darauf stolz, der einzige nach einem Künstler benannte Ort in England zu sein.
Fairhaven ist ein anderer kleiner Ort zwischen Lytham und St Annes. Er liegt zwischen Ansdell und der Küste. Er ist benannt nach Thomas Fair, einem frühen Bewohner von Lytham St Annes. Bekannt ist der Ort auch durch den künstlichen ‚Ashton Marine Park‘ See, bekannt als ‚Fairhaven Lake‘, welcher ein wichtiger Lebensraum für Wildvögel ist. Ein weiters als ‚White Church‘ (Weiße Kirche) bekanntes Wahrzeichen ist die ‚Fairhaven United Reformed Church‘, ein mit weißglasierten Kacheln überzogener, ungewöhnlicher Bau im byzantinischen Stil.

## Sehenswürdigkeiten
Die kürzlich restaurierte Windmühle ‚The Green‘ überblickt die Mündung des Flusses Ribble, ferner das ‚Old Lifeboat House‘ Museum und die ‚Lytham Club Days‘, ein jährlich im Juni stattfindendes lokales Festival.
Sehr bekannt ist der Golfplatz, ein mittlerweile vom Stadtgebiet umschlossener, typischer Links Platz auf dem seit dem Jahr 1926 in unregelmäßigem Turnus die British Golf Open Championship ausgetragen werden (insg. 11 ×; zuletzt 2012). Gleichfalls wurde auf dem Platz der Ryder Cup 1961 & 1977 ausgetragen.

## Städtepartnerschaften
- Werne, Deutschland seit 1984

## Persönlichkeiten
- Michael Roberts (1908–1996), Historiker
- Peter Dickinson (* 1934 in Lytham St Annes; † 2023), Komponist, Pianist und Musikkritiker
- Robin Butler, Baron Butler of Brockwell (* 1938), Staatsbeamter und Life Peer
- Aidan Nichols (* 1948 in Lytham St Annes), katholischer Theologe
- Chris Davies (* 1954), Politiker (Liberal Democrats)
- Ian Worthington (* 1958), Historiker
- Craig Kelly (* 1970), Schauspieler
- Stephen Barclay (* 1972), Politiker (Conservative Party)
- Dean Lennox Kelly (* 1975),
- Johnny Armstrong (* 1977 in Lytham St Annes), Standup-Comedian
- Callum Hendry (* 1997 in Lytham St Annes), Fußballspieler